# 김을생 효자각
김을생 효자각은 충청북도 청주시 흥덕구에 있다. 2015년 4월 17일 청주시의 향토유적 제85호로 지정되었다.

## 개요
1700년(숙종 26)에 효행으로 복호(復戶, 조선시대 충신·효자 등에게 부역이나 조세를 면제하여 주던 일)된 김을생(金乙生)의 효행을 기리기 위한 효자각이다. 현재 남아 있는 건물은 1897년(광무 1)에 중건하고 1970에 보수한 건물이다. 정면 1칸, 측면 1칸의 겹처마 팔작지붕 목조기와집으로 사면을 홍살로 막고 안에는 효자문 편액을 달았다. 또한 1981년에 세운 정려비(旌閭碑)가 남아 있다.
1. ↑  “청원 김을생 효자각”. 2025년 3월 28일에 확인함.